# Шипково (Болгария)
Шипково (болг. Шипково) — село в Болгарии. Находится в Ловечской области, входит в общину Троян. Население составляет 703 человека.

## Политическая ситуация
В местном кметстве Шипково, в состав которого входит Шипково, должность кмета (старосты) исполняет Ненко  Цочев Костовски (независимый) по результатам выборов правления кметства.
Кмет (мэр) общины Троян — Минко Цочев Акимов (Граждане за европейское развитие Болгарии (ГЕРБ)) по результатам выборов в правление общины.